# Alfred E. Aarons
Alfred E. Aarons (auch A. E. Aarons; * 16. November 1865 in Philadelphia; † 16. November 1936 in New York City) war ein US-amerikanischer Komponist, Theaterproduzent, Theaterdirektor, Liedtexter und musikalischer Leiter, der im späten 19. und frühen 20. Jahrhundert am Broadway tätig war.  Aarons war besonders für seine Arbeit in den Bereichen Vaudeville und Musical bekannt und arbeitete mit verschiedenen bekannten Künstlern seiner Zeit zusammen. Seine Karriere spiegelt wichtige Entwicklungen im amerikanischen Theater und in der Unterhaltungsindustrie wider.

## Leben

### Eltern, Kindheit und erste Berufsjahre, 1865 bis 1892
Alfred E. Aarons Eltern waren der Tuchhändler Aaron Aarons und seine Frau Elizabeth. Er besuchte öffentliche Schulen in Philadelphia. Mit fünfzehn begann er an der Kasse des Central Theaters zu arbeiten. Nach verschiedenen anderen Beschäftigungen im Theater gründet er eine Künstleragentur für Theater und Vaudeville in Philadelphia. 1890 ging er nach New York und eröffnete auch dort ein Büro. Im selben Jahr heiratete er Ella M. Aarons. Sein Sohn Alexander A. Aarons wurde auch ein bekannter Theaterproduzent und arbeitete mit George Gershwin zusammen. Im Mai 1891 wird er in The Evansville Journal und der Knoxville Daily Tribune als Komponist von Liedern und Tanzmusik, sentimentaler Balladen, Schauspielmusiken und Burlesken und Musical Comedies vorgestellt. Seine Musik sei im Osten schon sehr populär und würde auf den dortigen Bühnen gegeben. In folgenden Herbst ging er mit der Komischen Oper in zwei Akten Yosemite zu einem Librettio von Robert W. Smiley auf Tournee. Sein neuester Song sei Only a tiny band of gold, Im Januar 1892 begann er sich auf eine Reise durch Ohio und West Virginia, um eine Reihe von Unterhaltungsabenden zu organisieren. Nach der Brandkatastrophe vom 27. April 1892, bei welcher während einer Vorstellung das Grand Central Theater in Philadelphia durch Feuer zerstört worden war, organisierte Alfred E. Aarons am 7. Mai 1892 eine Benefizveranstaltung. Zu dieser Zeit war er Manager der Vaudevilleagentur Monroe and Mack’s Imperials.

### Zeit von 1892 bis 1899

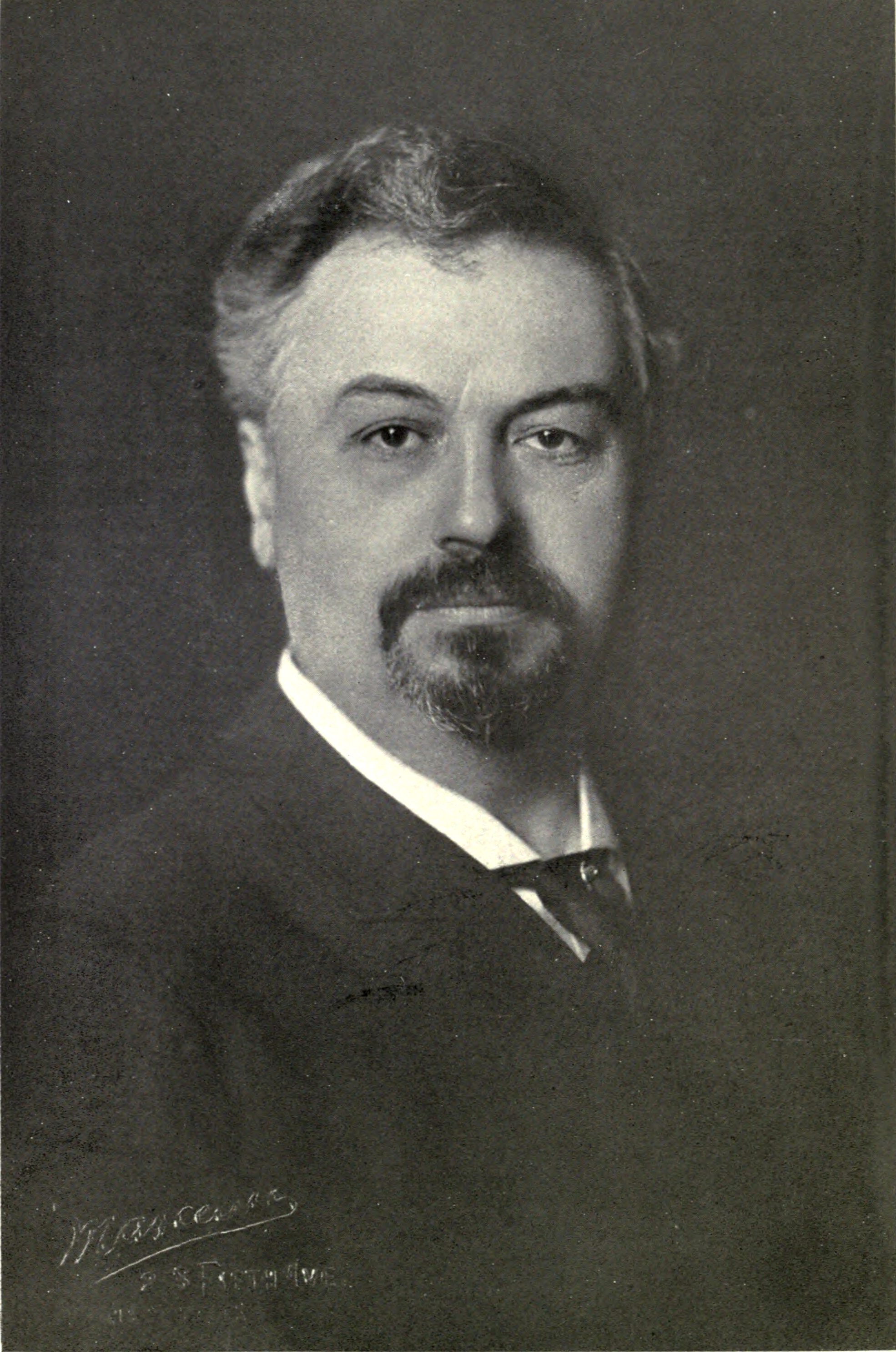
Oscar Hammerstein

Ab 1892 arbeitete Aarons für Oscar Hammerstein und wurde dessen Agent in Europa. In dieser Funktion begab er sich jährlich nach Europa, um Artisten für Vaudeville-Shows zu engagieren. Nachdem Aarons schon das Management des Hermann’s Theatre übernommen hatte, eröffnete er 1894 als Manager die Alhambra Music Hall in New York mit 1000 Sitzplätzen. Am 2. September 1895 eröffnete er das ehemalige Herrmann’s Theatre unter dem Namen Gaiety Theatre mit der Vaudeville Show The White Crook. In den folgenden Monaten veranstaltete er hier internationales Vaudeville. Im Juni 1897 wurde er Manager der Koster & Bial’s Music Hall in New York. Am 24. September 1897 berichtet The Sun, dass Alfred E. Aarons der Leiter der Koster & Bial’s Music Hall wegen Verkaufs von Likör angeklagt werden sollte, und die Kaution auf 500 $ festgelegt wurde. 1897 begann er mit Mark Klaw und Abraham Erlanger vom Theatrical Syndicate zusammenzuarbeiten. In einem Interview der New York Tribune erklärt Aarons, dass er gerade auf seiner jährlichen Jagd nach Attraktionen in Europa gewesen sei, und er führte eine Reihe der neuen Engagements auf: Miss Cissie Loftus, eine Imitationskünstlerin – die Marianis, zwei italienische Tänzer – die Merkelschwestern, Handbalanceartisten – Blanche Deliere – The Avolos, Musiker – die fünf Sennetts, groteske Akrobaten und viele andere. Aarons organisierte im Lauf des Jahres ein Vaudeville-Syndikat in Opposition zu einem Hopson-Carson-Circuit genannten Zusammenschluss anderer Theaterdirektoren, um für seine Theater die zugkräftigsten Künstler aus Europa auftreten zu lassen. Diese Vorgänge wurden von den Zeitungen als Vaudeville-Syndicate-War bezeichnet. 1899 wurde er von seiner Frau Ella geschieden. Er erhielt das Sorgerecht für seinen Sohn Alexander. Auch die Zusammenarbeit mit Koster & Bial’s endete in diesem Monat.

### Zeit von 1899 bis 1927

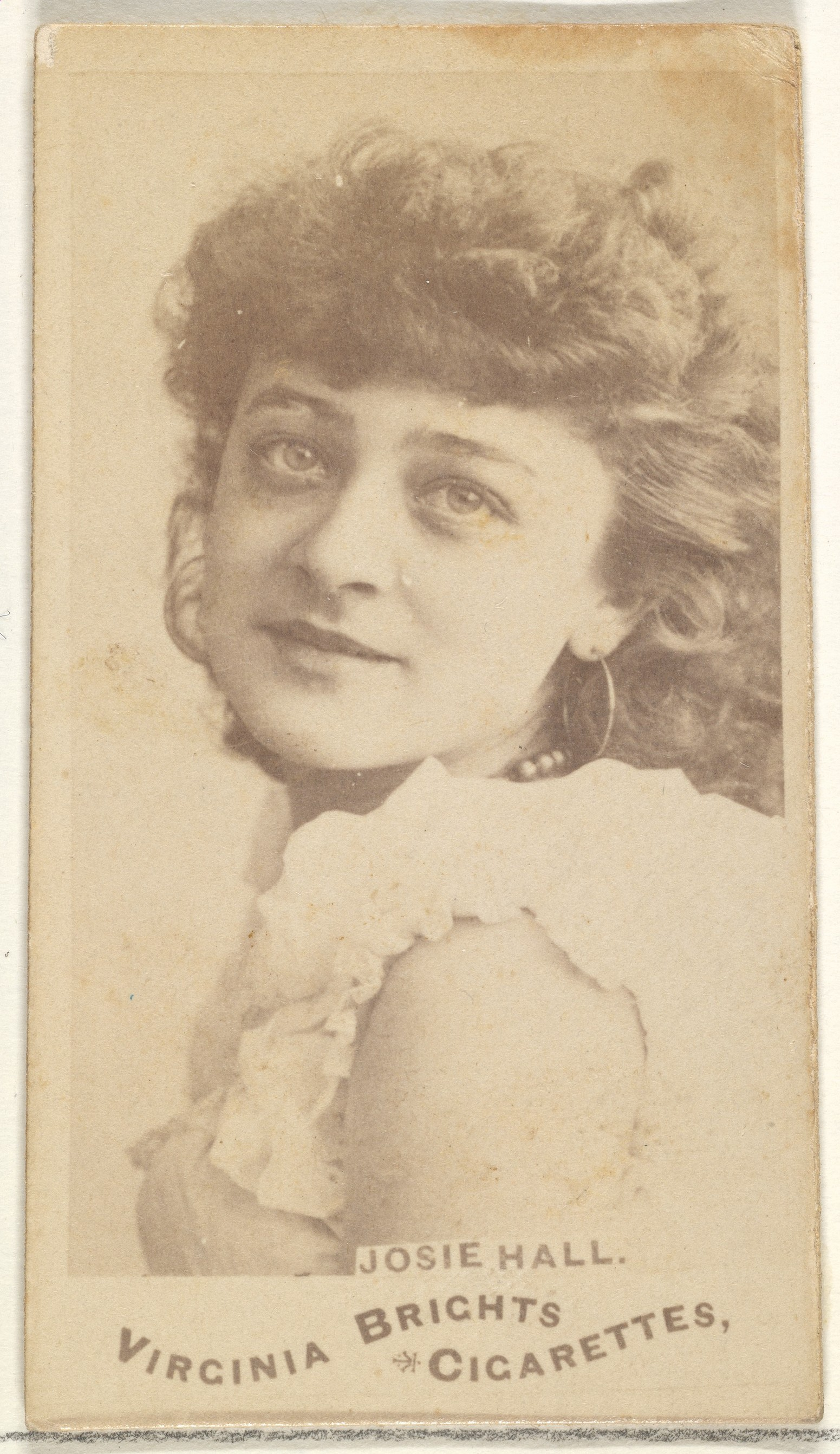
Josie Hall

Daraufhin gründete er die Alfred E. Aarons Amusement Company. Als neues Projekt mietete er Krause’s Music Hall in der 35th Street und benannte es in Savoy Theatre um. Er komponierte nun auch Lieder, die in Broadway-Musicals eingefügt wurden, wie zum Beispiel Ragtime Liz im Musical Mam'selle 'Awkins, dem ersten, welches er 1900 produzierte. Bald komponierte er Musicals, die er selbst produzierte. So 1900 Mam'selle 'Awkins und The Military Maid. In beiden spielte seine Frau Josefine Hall die Hauptrolle. In The Military Maid sang sie zum Beispiel den Publikumshit Sister Mary has the measles. Die nächsten Produktionen waren nicht sehr erfolgreich. 1901 produzierte er The Ladies’ Paradise von Ivan Caryll als überhaupt erstes Musical am Metropolitan Opera House. Erst 1906 gelang ihm mit His Honour the Mayor wieder ein gewisser Erfolg. Für Klaw und Erlanger organisierte Aarons die International Theater Managers Association, die in den USA und Kanada tätig war. Nachdem seine Frau Josefine Hall gestorben war, heiratete Aarons 1915 die Schauspielerin Leila Hughes. Die gemeinsame Tochter Ruth Hughes Aarons war die bislang einzige amerikanische Tischtennisweltmeisterin. Sie hatten auch einen gemeinsamen Sohn namens Lisle. Durch seine Zusammenarbeit mit dem Theatrical Syndicate erlangte er eine mächtige Position innerhalb der Broadwaystrukturen.
1919 plante Aarons ein weiteres Musical mit dem Titel La, La, Lucille, das Victor Herbert komponieren sollte. Doch sein Sohn Alex machte ihn mit George Gershwin bekannt. Beide waren so beeindruckt von ihm, dass sie ihn mit der Komposition des Musicals beauftragten. Es wurde Gershwins erstes Broadwaymusical, das er vollständig selbst komponierte. Sein Sohn Alex, der bisher Besitzer einer Modeboutique gewesen war, produzierte es als sein erstes Musical zusammen mit George B. Seitz. Auch das nächste Projekt sollte Gershwin komponieren. Dieser schlug aber Victor Youmans und seinen eigenen Bruder Ira Gershwin vor, der noch unter dem Pseudonym Arthur Francis arbeitete. Es entstand 1921 Two Little Girls in Blue, die erste vollständige Partitur beider fürs Theater. Vor Produktionsbeginn übernahm dann Erlanger die Produktion von den Aarons. Es folgte mit den nächsten Produktionen Ausflüge ins Sprechtheater – 1922 Yama and the Drums of Jeopardy und 1923 Magnolia von Booth Tarkington. 1925 hatten beide Aarons einen Misserfolg mit A Night Out. 1925 produzierte Alfred E. Aarons Gershwins Tell me more. Die Produktion hatte mit 100 Aufführungen in New York einen gewissen Erfolg, den die Produktion seines Sohnes Alex in London mit 263 Aufführungen weit übertraf.

### Zeit von 1927 bis 1936
1927 produzierte Aarons die Operette My princess von Sigmund Romberg. Unglücklicherweise fiel der Premierenabend am 6. Oktober 1927 mit der Premiere des ersten Tonfilms The Jazz Singer zusammen. Auch die nächsten Produktionen waren weitgehend erfolglos, wie 1929 das Polizeidrama Headquarters, 1932 The Girl outside und 1933 $25 an Hour. Aarons leitete zu Beginn der Great Depression weiterhin die großen Theater New Yorks, wie The New Amsterdam, The Broadhurst, The National und The Vanderbilt. Er leitete den Sonderausschuss für Theater im Ausschuss für Arbeitslosenhilfe des Bürgermeisters von New York. Aarons starb am 16. November 1936 nach einer Operation im Columbia Presbyterian Medical Center. Die Trauerfeierlichkeiten fanden am 18. November 1936 in der Episcopal Church of all Angels statt. Bestattet wurde er auf dem Kensico Cemetery.

## Werke und Produktionen (Auswahl)
In der Internet Broadway Database sind vierzehn von Alfred E. Aarons komponierte oder am Broadway produzierte Stücke aufgeführt.

### Musicals
Yosemite
Komische Oper in zwei Akten. Libretto: Robert W. Smiley, 1891

#### Mam'selle 'Awkins
Das Musical in drei Akten wurde am Victoria Theatre von Alfred E. Aarons produziert. Die Uraufführung fand am 26. Februar 1900 statt. Bis zur letzten Aufführung am 31. März 1900 wurde es fünfunddreißigmal aufgeführt. Es spielt in einem Hotel in Eastbourne in England. Die Musik stammt von Herman Perlot und Alfred E. Aarons, der zehn Lieder dazu beisteuerte. Das Buch und der Text sind von Richard Carle. Die musikalische Leitung hatte Frank Gabriel, Regie führte Frank Smithson. Die Titelrolle spielte Josefine Hall, Alfred E. Aarons Ehefrau. OCLC 23160180

##### Songs
- Dolly[Digitalisat 1]
- Don’t believe a tale like that, Text: Richard Carle, M. Witmark & Sons, New York, 1900 OCLC 1061630454
- Don’t start no argerment with him, Text: Richard Carle, M. Witmark & Sons, New York, 1900 OCLC 1061638206
- Drink and let’s be gay, convivial song, Text: Richard Carle, M. Witmark & Sons, New York, 1900  OCLC 497019525
- It’s a 'andy thing to 'ave about the 'ouse, Text: Richard Carle, M. Witmark & Sons, New York, 1900 OCLC 1061635265
- My almond-eyed Boy, Text; Edward S. Abeles., M. Witmark & Sons, New York, 1900 OCLC 1061627561
- Ragtime Liz[Digitalisat 2][Digitalisat 3]
- Rob Roy Tam O'Shanter O’Brien, Text: Richard Carle, M. Witmark & Sons, New York, 1900 OCLC 1061632877

##### Bearbeitungen
- Selection from „Mam'selle 'Awkins“ für Klavier arrangiert von Karl L. Hoschna, M. Witmark & Sons, New York, 1900 OCLC 1061632877 I Dolly II It’s a 'andy thing to 'ave about the 'ouse III My almond-eyed boy IV Rob Roy Tam O'Shanter O’Brien V Don’t start no argerment with him VI Rag-time Liz VII That'll be about all of that VIII Finale.

#### The military maid
Das Musical in zwei Akten wurde am Savoy Theatre von Alfred E. Aarons produziert. Die Uraufführung fand am 8. Oktober 1900 statt. Bis zur letzten Aufführung am 13. Oktober 1900 wurde es achtmal aufgeführt. Es spielt im Chateau d'Norville und in der Kaserne der Madagascar Musketeers. Die Musik stammt von Alfred E. Aarons und David Henderson. Das Buch im französischen Original, die Übersetzung und der Text des Musicals stammen von George V. Hobart.

##### Songs
- Sister Mary Ann has got the measles, Text: George V Hobart, M. Witmark & Sons, New York, 1900 OCLC 1117311469
- O Mona San. Text: George V Hobart, M. Witmark & Sons, New York, 1900 OCLC 1061621425

#### The Ladies Paradise
Das Musical in zwei Akten wurde am Metropolitan Opera House von Alfred E. Aarons produziert. Es war das erste Musical überhaupt, das an der Met produziert wurde. Die Uraufführung fand am 16. September 1901 statt. Bis zur letzten Aufführung am 28. September 1901 wurde es vierzehnmal aufgeführt. Es spielt in Versailles und Paris. Die Musik stammt von Ivan Caryll. Alfred E. Aarons produzierte es und komponierte vier Songs. Buch und Text sind von George Dance. Es beinhaltete auch Songs von Richard Carle und Templer Saxe.

##### Songs
- Miss Clementina, Text: Richard Carle, M. Witmark & Sons, New York, 1901 OCLC 794557790 Novelty coon-song and refrain, auch: Miss Clementina Rausback was a colored friend of mine

#### The Knickerbocker Girl
Das Musical in zwei Akten wurde am Herald Square Theatre von John Howe junior produziert. Die Uraufführung fand am 15. Juni 1903 statt. Bis zur letzten Aufführung am 27. Juni 1903 wurde es vierzehnmal aufgeführt. Es spielt im Westchester Golf Club in New York und in der Stadt Daneroin Südamerika. Die Musik stammt von Alfred E. Aarons. Buch und Text sind von George Totten Smith. Die musikalische Leitung hatte Anton Heindl. Es beinhaltete auch ein Lied von M.E. Rourke.

#### Songs
- Brother Bill[Digitalisat 4][Digitalisat 5]

#### A China Doll
Das Musical in zwei Akten wurde am Majestic Theatre von F. C. Whitney produziert. Die Uraufführung fand am 19. November 1904 statt. Bis zur letzten Aufführung am 3. Dezember 1904 wurde es achtzehnmal aufgeführt. Es spielt in Hongkong. Die Musik stammt von Alfred E. Aarons. Das Buch stammt von Harry B. Smith. Der Text stammt von Robert B. Smith und Harry B. Smith. Die musikalische Leitung hatte Alfred E. Aarons.

##### Songs
- Apple Mary Maguire
- The Butterfly and the Clover [Der Schmetterling und der Klee]
- Cafe Chantant
- The Dew on the Heather [Der Tau auf dem Heidekraut;]
- How to Be happy though married [Wie glücklich sein, obwohl verheiratet]
- Little China Doll [Kleine China-Puppe]
- Mistakes Are Apt to Happen [Fehler geschehen]
- One Umbrella Would Be Big Enough for Two [Ein Regenschirm wäre groß genug für zwei][28]

#### His Honor the Mayor
Das Musical in zwei Akten wurde von Alfred E. Aarons zunächst am New York Theatre produziert. Die Uraufführung fand am 28. Mai 1906 statt. Am 30. Juli startete die Produktion am Wallack’s Theatre. Bis zur letzten Aufführung dort am 25. August 1906 wurde es einhundertviermal aufgeführt. Es spielt im Hof des Hotel La Carte in Paris, auf der Margareteninsel und einem Eispalast in Budapest. Die Musik stammt von Julian Edwards und Alfred E. Aarons, der vier Songs beisteuerte. Buch und Text stammen von Charles J. Campbell und Ralph M. Skinner. Zwischen dem 17. und 29. September 1906 wurde es nochmals sechzehnmal am Wallack’s Theatre aufgeführt. Zwischen 3. und 15. Juni 1907 kam es dort noch einmal zu sechzehn und zwischen 25. November und 7. Dezember 1907 nochmals zu siebzehn Aufführungen.

##### Songs
- A little Girl like me[Digitalisat 8][Digitalisat 9]

#### The deacon and the lady
Das Musical in zwei Akten wurde von Alfred E. Aarons und Louis F. Werba zunächst am Henry Miller’s Theatre produziert. Die Uraufführung fand am 4. Oktober 1910 statt. Bis zur letzten Aufführung am 15. Oktober 1910 wurde es sechzehnmal aufgeführt. Es spielt in Floodville in Vermont sowie in New York City. Die Musik stammt von Alfred E. Aarons. Buch und Text sind von George Totten Smith.

#### La, La, Lucille
Das Musical in drei Akten, das erste vollständig von George Gershwin komponierte Musical, wurde von Alfred E. Aarons und George B. Seitz zunächst am New York Theatre produziert. Die Uraufführung fand am 26. Mai 1919 statt. Am 9. August startete die Produktion am Criterion Theatre. Zwischen dem 19. August und dem 8. September 1919 fanden auf Grund des Streiks der Actors’ Equity Association keine Aufführungen statt. Bis zur letzten Aufführung am 11. Oktober 1919 wurde es einhundertviermal aufgeführt. Das Musical spielt zwischen fünf Uhr nachmittags und zwei Uhr morgens in New York City. Das Buch stammt von Fred Jackson und der Text von Arthur J. Jackson und B.G. De Sylva.

### Sonstige Produktionen

#### The Drums of Jeopardy
Das Theaterstück in fünf Szenen wurde von Alfred E. Aarons am Gaiety Theatre produziert. Es wurde am 29. Mai 1922 uraufgeführt und kam auf acht Aufführungen. Es spielt in New York City. Der Text stammt von Howard Herrick und Harold MacGrath.

#### Magnolia
Das Theaterstück in drei Akten von Booth Tarkington wurde von Alfred E. Aarons am Liberty Theatre produziert. Es wurde am 27. August 1923 uraufgeführt und kam bis Oktober desselben Jahres auf vierzig Aufführungen. Das Stück spielt 1841 an einer Anlegestelle in Magnolia, Mississippi.

#### My Princess
Die Operette in zwei Akten von Sigmund Romberg wurde von Alfred E. Aarons am Shubert Theatre produziert. Sie wurde am 6. Oktober 1927 uraufgeführt und wurde bis zur letzten Aufführung am 22. Oktober 1927 zwanzigmal aufgeführt. Die Operette beruht auf dem Theaterstück The Proud Princess, a modern fairy-tale in four acts aus dem Jahr 1923 von Edward Sheldon und Dorothy Donnelly, die auch das Libretto der Operette verfasste. Sie spielt auf Long Island und in New York.

#### Headquarters
Das Theaterstück in drei Akten von Hugh Stanislaus Stange wurde von Sidney Wilmer, Walter Vincent und Alfred E. Aarons am Forrest Theatre produziert. Die Uraufführung fand am 4. Dezember 1929 statt und wurde fünfzehnmal aufgeführt.

#### The Girl Outside
Das Theaterstück in fünf Szenen von John King Hodges und Samuel Merwin wurde von Alfred E. Aarons am Little Theatre produziert. Die Uraufführung fand am 24. Oktober 1932 statt und wurde achtmal aufgeführt.

#### Twenty-five Dollars an Hour
Das Theaterstück in drei Akten von Gladys Unger und Leyla Georgie nach einem Entwurf von Erno Balogh wurde von Alfred E. Aarons am Theatre Masque produziert. Die Uraufführung fand am 10. Mai 1933 statt und wurde zweiundzwanzigmal aufgeführt.

### Sonstige Songs, Klavierstücke und Bearbeitungen
- Only a tiny band of gold, Text:  Rob Watt, Wm. H. Boner & Co, Philadelphia, 1891 OCLC 1117313242
- Goldsmith March für Band, M. A. Goldsmith gewidmet, 1891[31][32]
- My saffron-colored Sue, Text: Richard Carle, Jos. W. Stern & Co, New York, 1898 OCLC 1117313192 Josephine Hall’s latest plantation song and chorus.
- Honi soit qui mal y pense, Text: Richard Carle, M. Witmark & Sons, New York, 1900 OCLC 1117315547
- Soldiers of America. March and Two Step für Klavier, M. Witmark & Sons, New York, 1900 OCLC 497019580

- Antoinette, Text: Richard Carle, M. Witmark & Sons, New York, 1901 OCLC 497019338

- Get happy!, Bearbeitung für Mandoline von Leo Feist, Leo Feist, New York, 1902 OCLC 952312719
- Just a little Smile, Text: George Totten Smith, M. Witmark & Sons, New York, 1902 OCLC 497019547
- Life is such a Bore, Text: George Totten Smith, M. Witmark & Sons, New York, 1902 OCLC 497019507

## Digitalisate
1. ↑  Dolly. als Digitalisat in der The Lester S. Levy Sheet Music Collection
2. ↑  Ragtime Liz. als Digitalisat in der The Lester S. Levy Sheet Music Collection
3. ↑  Ragtime Liz. als Digitalisat in der The Lester S. Levy Sheet Music Collection
4. ↑  Brother Bill. als Digitalisat in der Digital Gallery der Bowling Green State University
5. ↑  Brother Bill. als Digitalisat in der Washington University Digital Gateway
6. ↑  A China Doll, Klavierauszug. als Digitalisat in der Sibley Music Library
7. ↑  His Honor the Mayor, Klavierauszug. als Digitalisat in der Sibley Music Library
8. ↑  A little Girl like me. als Digitalisat in der The Lester S. Levy Sheet Music Collection
9. ↑  A little Girl like me. als Digitalisat in der Library of Congress